# Wysunięte stanowisko, Noc
Wysunięte stanowisko, Noc (ang. An Advanced Post, Night) – akwarela namalowana przez brytyjskiego artystę Johna Nasha w 1918, znajdująca się w zbiorach Imperial War Museum w Londynie.

## Opis
Doskonały obraz znakomicie oddający realizm „życia w okopie” podczas I wojny światowej. Scena dzieje się nocą w okopie wysuniętego stanowiska bojowego. Czterej żołnierze Brytyjskiego Korpusu Ekspedycyjnego odwróceni są do widza plecami. Dwaj piechurzy stoją na dnie okopu, podczas gdy dwaj pozostali znajdują się na stanowiskach obserwacyjnych patrząc w wielkim skupieniu na stronę niemiecką. Stanowisko zabezpieczone jest drutem kolczastym zamontowanym na metalowych prętach i workami z piaskiem.